# 1954 год в истории железнодорожного транспорта
1954 год в истории железнодорожного транспорта

## События
- 3 января — последний паровоз во главе пассажирского поезда отходит от станции Вашингтон (en).
- 21 февраля — на SNCF электровоз достигает скорости в 243 км/ч, установив новый мировой рекорд.
- 8 ноября в Украинской ССР, СССР открыта Луцкая детская железная дорога.
- Открытие станции Тель-Авив Мерказ Израильских железных дорог.
- Закончено строительство Астраханского тепловозоремонтного завода.

## Новый подвижной состав
- В январе английские заводы Crewe Works и Swindon Works выпустили первые паровозы BR 9F.
- НЭВЗ начал выпуск электровозов ВЛ61.
- В конце декабря Коломенский завод выпустил 2 опытных сочленённых паровоза серии П38 — самые тяжёлые паровозы в истории советского паровозостроения.
- В США на заводах компании Electro-Motive Diesel освоен выпуск тепловозов серии EMD SW1200.
- В Германии на заводах компании Krupp освоен выпуск тепловозов серии NSB Di 2.

## Персоны

### Родились
- 24 июня Вади́м Никола́евич Моро́зов — первый вице-президент ОАО «РЖД». Последний в истории министр путей сообщения Российской Федерации (2003—2004). Инженер путей сообщения по эксплуатации железных дорог.